# Neuville-sur-Saône: Débarquement du congrès des photographes à Lyon
Neuville-sur-Saône: Débarquement du congrès des photographes à Lyon – francuski niemy, czarno-biały film krótkometrażowy z 12 czerwca 1895 roku w reżyserii Louis Lumière.